# Alcidion sannio
Alcidion sannio es una especie de escarabajo longicornio del género Alcidion, tribu Acanthocinini, subfamilia Lamiinae. Fue descrita científicamente por Germar en 1823.

## Descripción
Mide 10-13 milímetros de longitud.

## Distribución
Se distribuye por Brasil.